# دويبق
القرة مزرعة قرية سوريّة تتبع إداريّاً لمحافظة حلب منطقة أعزاز ناحية صوران، بلغ تعداد سكانها 1,862 نسمة حسب التعداد السكاني لعام 2004.